# でいりぃ げっと。
『でいりぃ げっと。』は、毎日放送テレビ（MBSテレビ）で放送されていた深夜の広報ミニ番組。ハイビジョン制作、ステレオ放送。

## 概要

### 主な放送内容
この番組は毎回、関西地区で行われるコンサートや演劇、スポーツ競技大会などを紹介している。そのイベントの当事者が直接もしくはVTRを通じて出演し、自ら告知を行う。

### 番組史
1990年代に同局で放送されていた深夜のミニ番組『茶屋町通信』（ちゃやまちつうしん）がその前身に当たる。それ以前には『MBS Event Information』（エムビーエス イベントインフォメーション）というタイトルで放送されていた。
その後、番組は『Daily GET!』（デイリー ゲット）と名を改め、当時同局で放送されていた深夜の情報番組『GET!』の関連番組という位置付けで放送されるようになった。その『GET!』が『GET01』へとリニューアルし、さらに『エンタメ・ニュースショー GET★』へとリニューアルした後も番組はしばらくこのタイトルで放送され続けたが、2002年10月8日放送分からは『でいりぃ げっと。』と題して放送されるようになった。本編の『GET!』シリーズは2004年10月をもって終了したが、この『でいりぃ げっと。』はその後も引き続き放送され、2021年3月28日（3月27日深夜）放送分をもって終了した。後番組は『よんタメ』で、2021年3月29日から放送中の報道・情報バラエティ番組『よんチャンTV』内エンタメコーナーの姉妹番組という位置付けで同コーナーでの未公開シーンも合わせて放送されている。
音声は長らくモノラルのままだった（つまり、ステレオ音声で制作された映像もこの番組に限りモノラル音声だった）が、2009年8月中旬からはステレオで放送されるようになった。さらに、2010年6月28日放送分をもってハイビジョン制作へと移行した。収録は『MBS Event Information』時代から長らく毎日放送本社のサブで行われていたが、2010年8月からはモニターが並んでいるスタジオで行われるようになった（いずれもスタジオのモニター画面には番組のロゴが映る）。その後、2017年度からは木目調のスタジオとなっていた。

## 茶屋町通信

### 出演者
- 近藤光史[1]（当時MBSアナウンサー）
- 北澤咲弥花（当時MBSアナウンサー）

## Daily GET!

### 放送時間
- 毎週木曜以外の週6日 深夜不定時

### 出演者
- 白川悟実（$10）
- 浜本広晃（$10）
- 大月勇（当時MBSアナウンサー）

## でいりぃ げっと。

### 放送時間
- 毎週木曜以外の週6日 深夜不定時（2007年9月まで）
- 毎週水曜以外の週6日 深夜不定時（2007年10月以降）
- 毎週木曜・金曜・土曜の週3回 深夜不定時（2013年 - 2016年6月）
- 毎週水曜・木曜・金曜・土曜の週4回 深夜不定時（2016年7月 - 2021年3月）

### 出演者
- 出水千晴
- 上田悦子（MBSアナウンサー、2002年10月 - 2004年10月3日）
- 上田崇順（MBSアナウンサー、2004年10月7日 - 2009年9月27日）
- 八木早希（当時MBSアナウンサー、2009年10月1日 - 2010年4月4日）
- 斎藤裕美（当時MBSアナウンサー、2010年4月5日 - 2013年6月29日）
- 鈴木健太（当時MBSアナウンサー、2013年7月4日 - 2017年4月17日）
- 落合健太郎（2017年4月20日 - 2021年3月28日）